# Clubiona haupti
Clubiona haupti är en spindelart som beskrevs av Tang, Song och Zhu 2005. Clubiona haupti ingår i släktet Clubiona och familjen säckspindlar. Inga underarter finns listade i Catalogue of Life.